# Encyclia cyperifolia
Encyclia cyperifolia là một loài lan trong chi Encyclia.